# Hugo Mario Miatello
Hugo Mario Miatello (Mercedes, 1923-Buenos Aires, 29 de septiembre del 2000) fue un militar argentino, perteneciente al Ejército Argentino, que alcanzó la jerarquía de general de brigada. Durante la presidencia de Agustín Lanusse se desempeñó como Secretario de Inteligencia. Por otra parte, una vez ya retirado, fue designado como embajador argentino en Chile por Jorge Rafael Videla durante el autoproclamado Proceso de Reorganización Nacional.

## Biografía
Nació en Mercedes, provincia de Buenos Aires. Siendo niño conoció a Jorge Rafael Videla, donde coincidieron en la escuela primaria, además de que concurrían a catequesis juntos. Se volvieron a encontrar en el Colegio Militar de la Nación en 1942, ya que ambos pertenecieron a la misma promoción. Egresó como subteniente en 1944.
Militarmente, ocupó diversos cargos, entre los que se destacada el de jefe del Regimiento 20 de Infantería de Montaña, que tiene su asiento en la provincia de Jujuy en la década de 1960. Por otra parte, a principios de la década de 1970, fue jefe de Inteligencia del Estado Mayor del Ejército.
Entre 1971 y 1973 fue destinado a la Secretaría de Inteligencia del Estado, de la que fue director, por el presidente Agustín Lanusse. Con la llegada de Héctor Cámpora al poder, fue pasado a retiro. Sin embargo, fue rehabilitado en postrimerías de la presidencia de Isabel Martínez de Perón y fue uno de los principales conspiradores militares del golpe militar del 24 de marzo de 1976 contra ella. Su misión fue la de servir de nexo entre los militares y la pata civil del golpe. Se reunían a conspirar en la confitería del un bar de la calle Azcuénaga en Buenos Aires.
Una vez en el poder tras el golpe, Jorge Rafael Videla lo designa como embajador en Chile, en 1979. Las relaciones con el país trasandino atravesaban por un momento álgido debido al conflicto del Canal de Beagle. Se mantuvo en el cargo hasta 1981.
Tras el fin de su carrera como militar, se dedicó a la vida académica, en especial al estudio del marxismo. Fue profesor de sovietología en la Universidad Católica Argentina. Su empeño por el estudio del marxismo le valió el reconocimiento de diversos entes académicos, alcanzando un sitial en la Academia Nacional de Ciencias Morales y Políticas en 1987.

## Vida privada
Se encontraba casado con Martha Emilia Dildan desde 1946. Tuvo cuatro hijos.